# The Captive
The Captive is een Canadese film uit 2014 onder regie van Atom Egoyan. De film ging in première op 16 mei op het Filmfestival van Cannes en had zijn Belgische voorpremière op het Film Fest Gent 2014.

## Verhaal
Matthew Lane haalde acht jaar geleden zijn toen negenjarige dochter Cassandra op van het schaatsen. Toen hij haar een paar minuten alleen liet in de auto om in een winkel een taart te kopen, verdween ze spoorloos. Hij zoekt nog steeds elke dag stad en land af om haar te vinden. Rechercheurs Nicole Dunlop en Jeffrey Cornwall zijn belast met de zaak. Zij komen erachter dat de inmiddels opgegroeide Cassandra in handen is van een groep pedofielen die haar inzetten om via het internet andere jonge meisjes te lokken. Lane is tot alles bereid om zijn dochter terug te vinden, maar ondervindt weinig medewerking van Cornwall, die hemzelf verdenkt van betrokkenheid bij haar verdwijning. Op hetzelfde moment houden Cassandras ontvoerders haar familie ook nog steeds in de gaten door middel van verborgen camera's.

## Rolverdeling
| Acteur         | Personage        |
| -------------- | ---------------- |
| Ryan Reynolds  | Matthew Lane     |
| Scott Speedman | Jeffrey Cornwall |
| Rosario Dawson | Nicole Dunlop    |
| Mireille Enos  | Tina Lane        |
| Kevin Durand   | Mika             |
| Alexia Fast    | Cassandra Lane   |